# Tim Jacobs
Tim Jacobs (Gent, 17 maart 1985) is een Belgisch autocoureur en ondernemer.
Jacobs maakte in 2022 zijn officiële debuut in de autosport in de 24 uur van Zolder met de Ligier JS2-R. Hij behaalde in deze race de eerste plaats in de Belcar GTB-klasse en een zevende plaats algemeen.
In 2023 volgde deelname aan de 24 uur van Zolder in de Toyota Supra GT4 Evo. Kort voor middernacht vond echter een zwaar ongeval plaats veroorzaakt door een van de mede-piloten, waardoor de wagen de finish niet haalde.
Jacobs is verder actief als oprichter en mede-eigenaar van een Belgische keten van e-sigarettenwinkels.